# Gigot Brayaude
Le gigot brayaude est un gigot d'agneau de la cuisine auvergnate, mêlant viande et pommes de terre.

## Histoire
Ce plat complet est typique de la région riomoise, appelé pays brayaud, autour des villes de Riom et de Saint-Bonnet-près-Riom. Leur nom de ces habitants provient de la « broye », ou « braies », ou culotte bouffante du XVIIIe siècle que portent encore les hommes qui transportent la châsse de Saint-Amable, le 11 juin ou le dimanche qui suit. Ce mets de viande, qui cuisait dans le four du boulanger, était servi le jour des vendanges dans la Limagne.

## Ingrédients et préparation
La recette comprend du gigot d’agneau pouvant éventuellement être remplacé par de l'épaule, des gousses d'ail, des pommes de terre, des oignons, du lard fumé, du beurre, du thym, du laurier, du sel, du poivre et de l'huile. L'ensemble est cuit dans un plat à gratin aux bords relevés.